# ギタナス・ナウセダ
ギタナス・ナウセダ（リトアニア語: Gitanas Nausėda IPA: [ɡʲɪˈtˠɐnˠɐs nˠɐʊˈsʲeːdˠɐ]; 1964年5月19日 - ）は、リトアニアの経済学者、政治家。同国大統領。氏名はギターナス・ナウセーダとも表記される。

## 経歴
リトアニア・ソビエト社会主義共和国クライペダ生まれ。1970年から1981年までクライペダ第5中等学校で学ぶ。1971年からクライペダ音楽学校に通い、男子合唱団「ギンタレリス」に所属。夏はタウラゲ近郊にあるブードヴィエチェイ村の祖父母の家で過ごすことが多かった。1981年、数学の試験に合格できず、ヴィリニュス大学に入学できなかった。1982年から1987年までヴィリニュス大学で学ぶ。
1987年から2004年までヴィリニュス大学経済学部講師。1987年から1989年までヴィリニュス大学大学院経済学研究科で学ぶ（指導教員はヴラダス・アストラウスカス）。1990年から1992年までドイツ学術交流会 (DAAD) のプログラムでドイツ・マンハイム大学に留学。1993年、ヴィリニュス大学で博士号（社会科学）を取得。
1994年よりリトアニア銀行に勤める。2000年から2008年までヴィリニュス銀行（現SEB銀行）のライモンダス・クヴェダラス頭取の顧問を務めた。2009年からヴィリニュス大学国際ビジネス・スクール（現ヴィリニュス大学ビジネス・スクール）准教授。
2018年9月17日、翌年に行われる2019年リトアニア大統領選挙への立候補を表明した。2019年5月12日、大統領選挙第1回投票では祖国連合が支持するイングリダ・シモニーテ候補に次いで多い得票で、決選投票に進出。決選投票ではシモニーテ候補を大差で破って当選し、7月12日に就任。

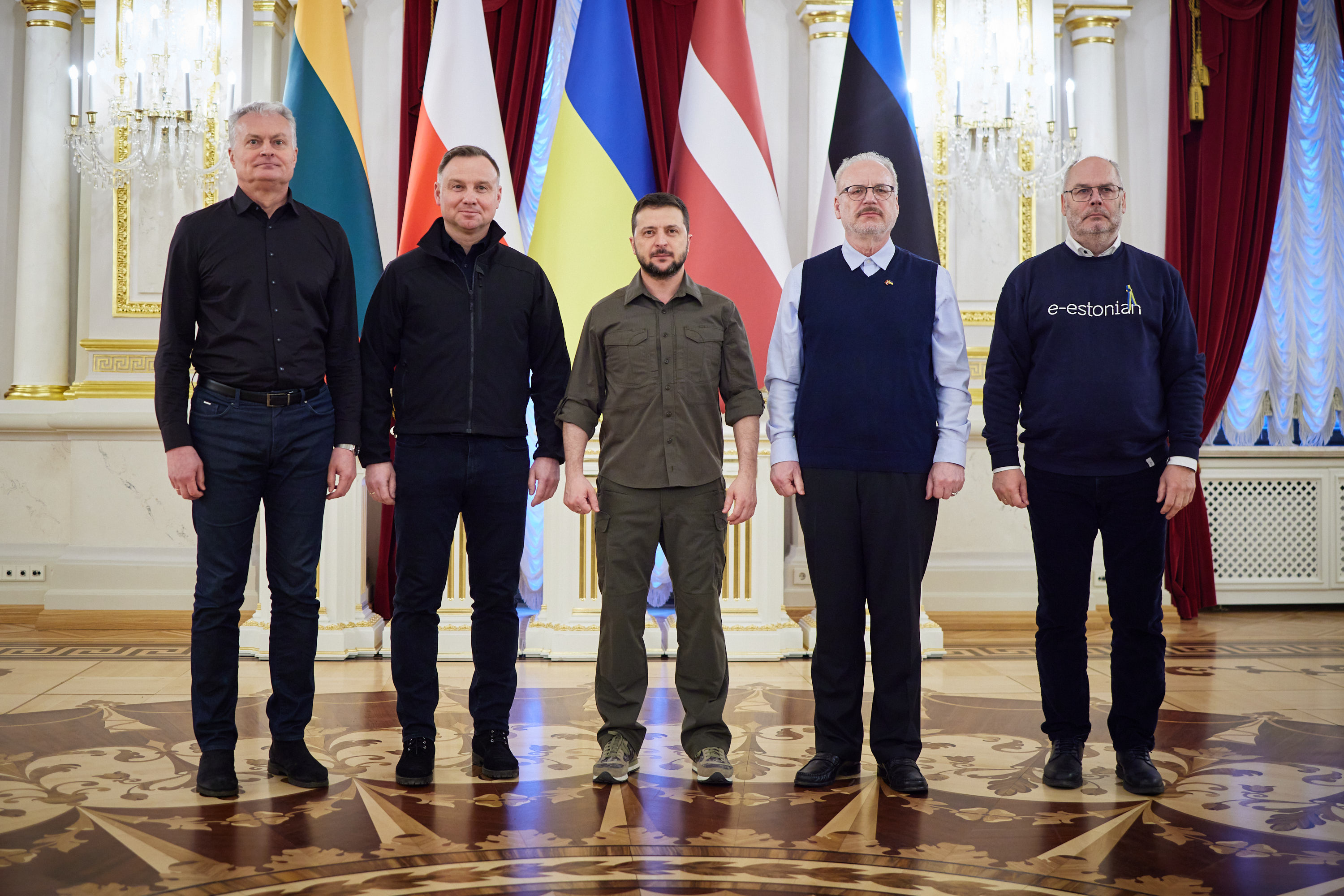
左からナウセダ、ポーランドのドゥダ大統領、ウクライナのゼレンスキー大統領、ラトビアのレヴィッツ大統領、エストニアのカリス大統領（2022年4月13日）

2022年4月初頭、ウクライナのキエフ北西近郊のブチャでロシア軍による集団虐殺が確認されたと各メディアが報道。さらに4月4日、ウクライナのベネディクトワ検事総長は、キエフ州ボロディアンカで、ブチャを上回る遺体が見つかったと発表した。4月13日、ナウセダ、ラトビアのエギルス・レヴィッツ大統領、エストニアのアラル・カリス大統領、ポーランドのアンジェイ・ドゥダ大統領はボロディアンカを訪れ、黒焦げになった高層住宅を視察した。また4人は、キエフでウォロディミル・ゼレンスキー大統領と会談し、ウクライナに対する全面的な支援を表明した。
2024年大統領選挙には自らの再選をかけて立候補し、5月12日の投票では46％を獲得し1位となるが過半数には届かず、16％得票で第2位となったシモニーテ首相と共に5月26日の決選投票に進出。2019年の前回選挙と同じ顔ぶれでの対決となった決選投票では75.6％を得票し再選された。

## 人物
- 妻のディアナ・ナウセディエネ（英語版）（旧姓 Nepaitė, 1964年 - ）は、エンジニア。1990年に結婚。
- 趣味はチェス[8]、読書、スポーツ、ギター。1997年より古書を集めている。ロシア語、ドイツ語、英語が話せる。
- 2019年10月、来日。岐阜県加茂郡八百津町人道の丘公園で平和メッセージを記したプレートの除幕式に参列し、「命のビザ・杉原千畝記念館」を訪問した[9]。